# Silicon Wadi
Silicon Wadi (hebräisch סִילִיקוֹן וָדִי Sīlīqōn Wadī, englisch Silicon Valley; Plene: סיליקון ואדי) ist ein Gebiet mit einer hohen Konzentration von Hochtechnologieunternehmen in der Küstenebene Israels rund um Tel Aviv (Industriegebiete von ʿEver ha-Jarqon und Qirjat Atidim) und weiteren kleineren Clustern um die Städte Raʿananna, Petach Tiqwa (Industriegebiete von Qirjat Arjeh und Qirjat Matalon), Herzlia (Herzlia Pittuach), Netanja und die akademische Stadt Rechovot, Rischon LeZion und Haifa, Javne und Caesarea. Neuere High-Tech-Einrichtungen wurden in Jerusalem (Industriezonen der Berge Chozvim und Malcha) und in Städten wie Joqneʿam ʿIllit, Nes Ziona (Industriegebiet von Qirjat Weizmann) und in der Airport City im Chevel Modiʿin, in der Nähe des Flughafens von Tel Aviv, gegründet, ebenso in Beʾer Scheva und Qirjat Gat.
Die Bezeichnung leitet sich von der metonymischen Bezeichnung des Hochtechnologie-Zentrums Silicon Valley (deutsch Silicium-Tal) im US-Bundesstaat Kalifornien ab. „Wadi“ (arabisch وادي) ist das arabische Wort für „Tal“ und zeitweise wasserführender Fluss/Bach, was auch im umgangssprachlichen Hebräisch (ואדי) gebräuchlich ist.
Im Jahre 1996 entwickelte Mirabilis, ein israelisches Unternehmen, das ICQ-Instant-Messaging-Programm, das die Kommunikation über das Internet revolutionierte. 1998 wurde es für 407 Millionen US-Dollar an AOL verkauft. Im Jahr 2000 zählte der Dienst mehr als 100 Millionen Nutzer und war Marktführer im Bereich Instant Messaging. Der Erfolg von Mirabilis löste den Dotcom-Boom in Israel aus. Allein zwischen 1998 und 2001 wurden Tausende von Start-up-Unternehmen gegründet. Nach der Dotcom-Blase entstanden jedoch in Silicon Wadi zahlreiche Entwicklungs- und Forschungszentren internationaler Konzerne, wie IBM, Intel, Yahoo und Google. Hinzu kommen weitere große High-Tech-Unternehmen, wie Amdocs, Comverse, Check Point, Motorola, Microsoft, Hewlett-Packard, Deutsche Telekom, Philips, Cisco Systems, die Oracle Corporation, SAP AG, BMC Software und CA Technologies. Zu den israelischen Unternehmen gehören: Zoran, Ceva Logistics, Aladdin Knowledge Systems, NICE Ltd., Horizon Semiconductors, RAD Data Communications, Radware, Tadiran, Radvision, Babylon Ltd., Elbit Systems, Israel Aerospace Industries, oder Solel. Stand 2017 gab es 300 Entwicklungs- und Forschungszentren in Silicon Wadi. Jedes Jahr kommen etwa 20 neue Zentren hinzu.

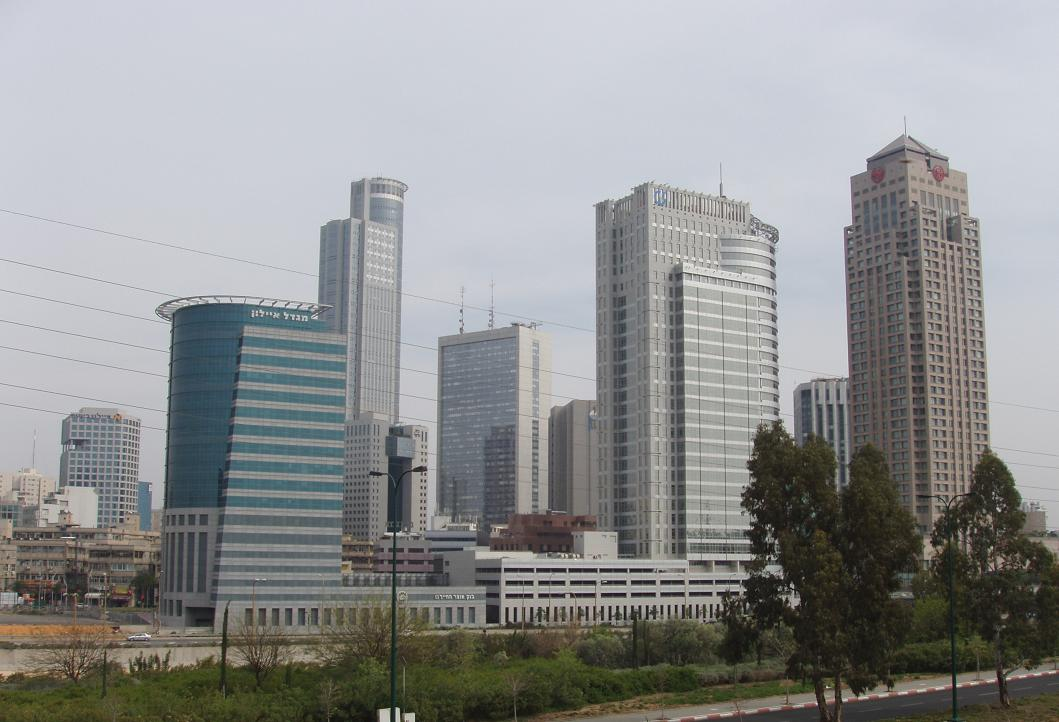
Diamond Exchange District in Ramat Gan
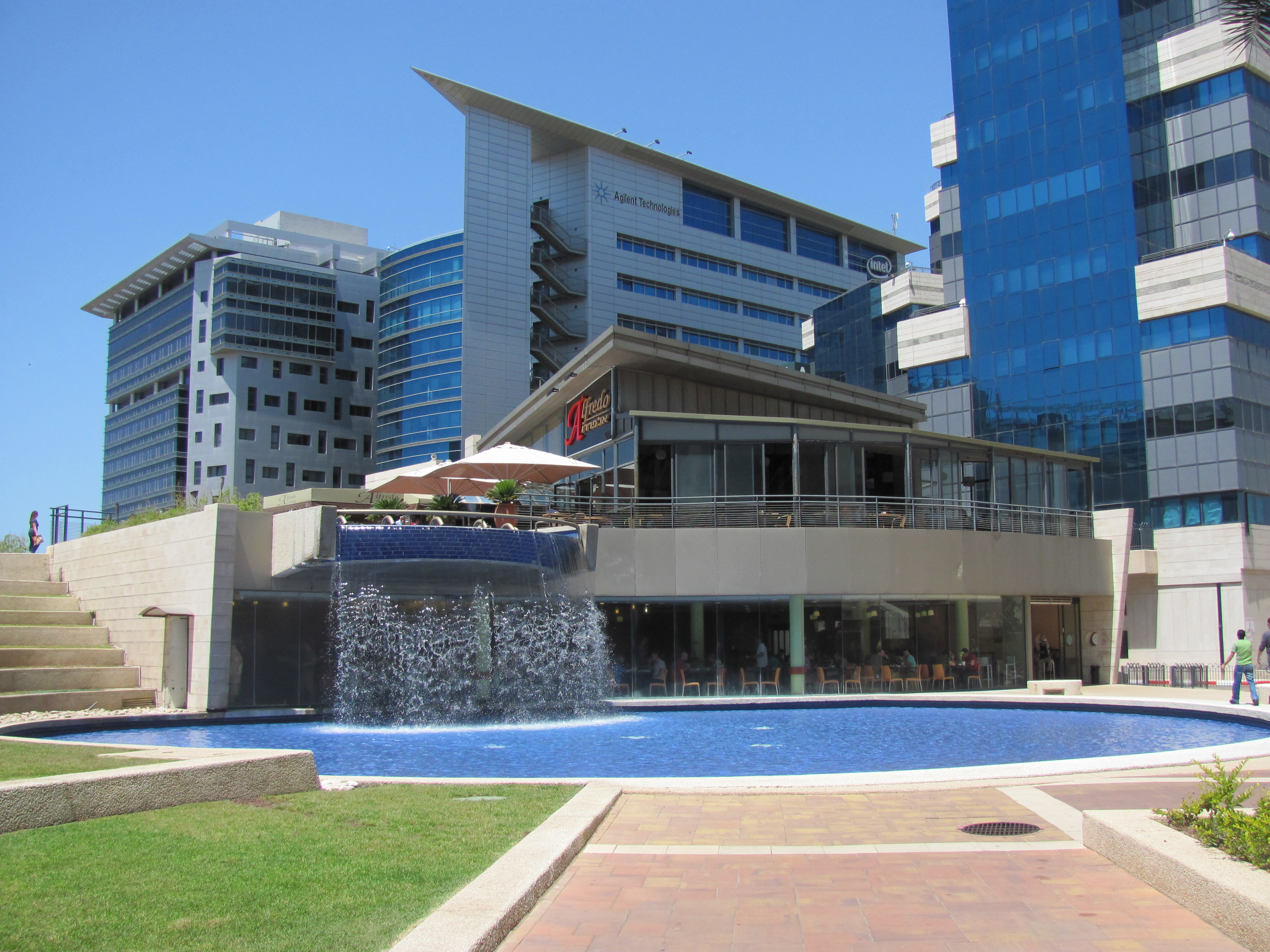
Azorim High-Tech park in Petach Tikwa
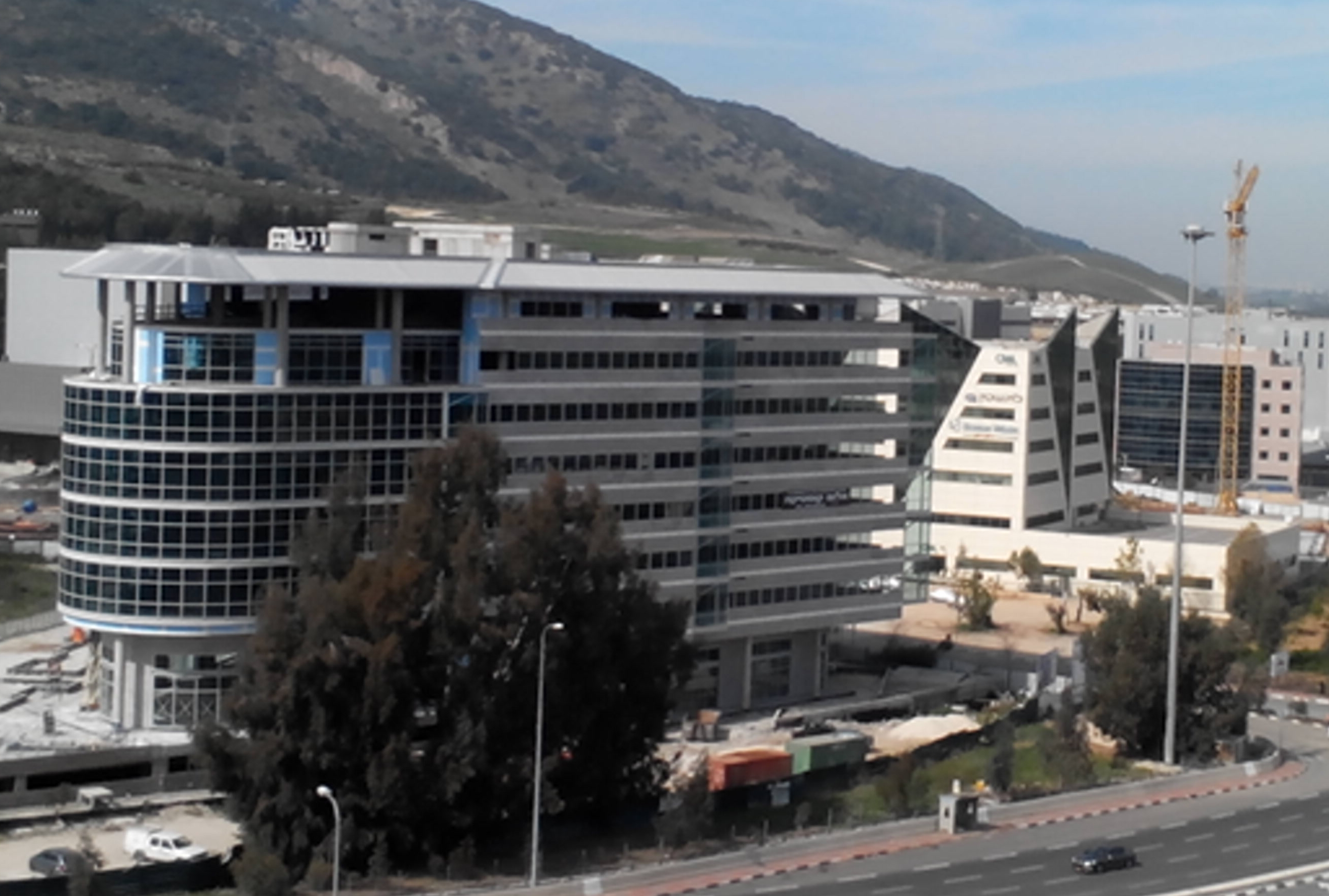
Joqneʿams Startup Village High-Tech park
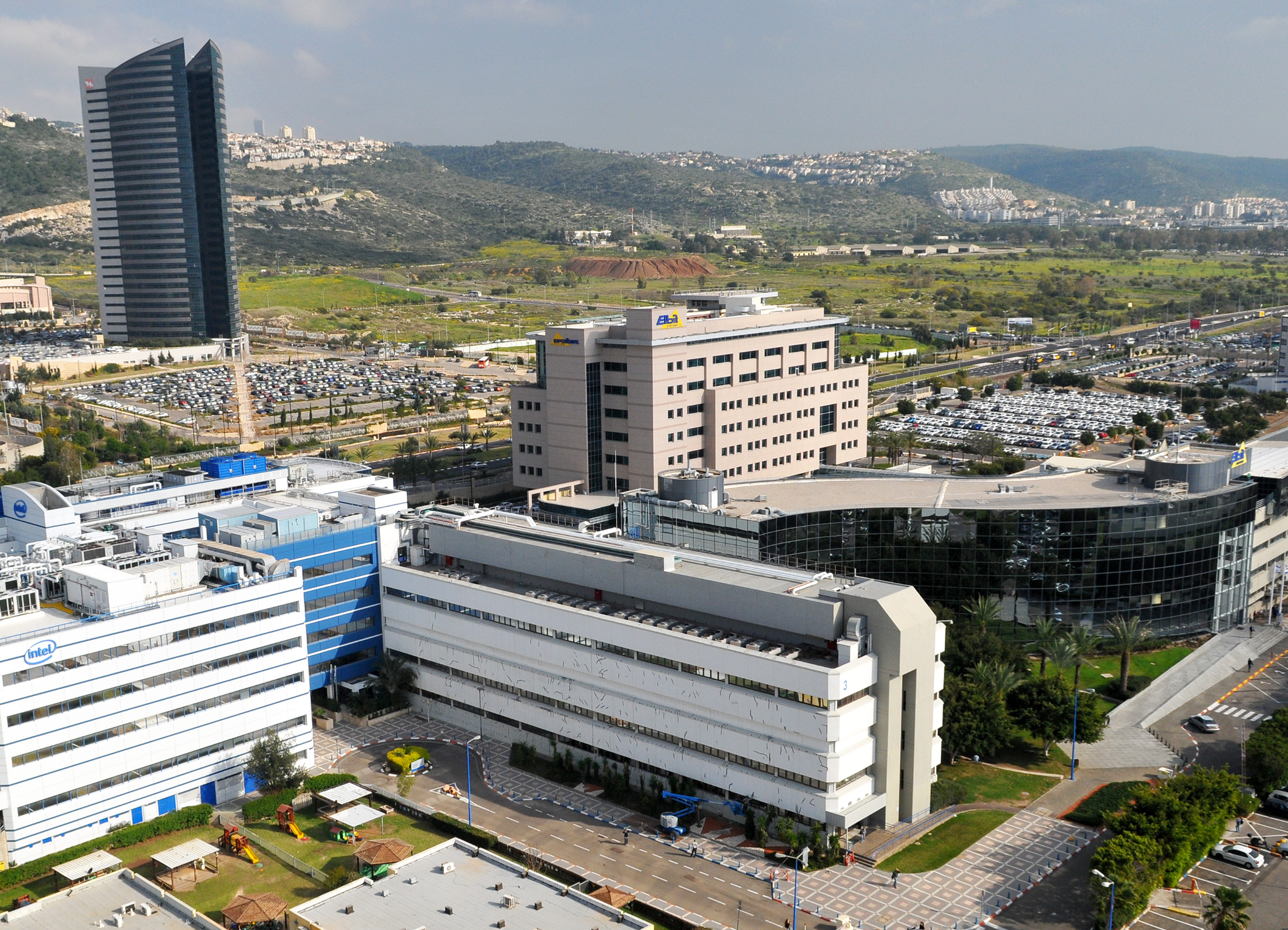
Matam High-Tech park in Haifa
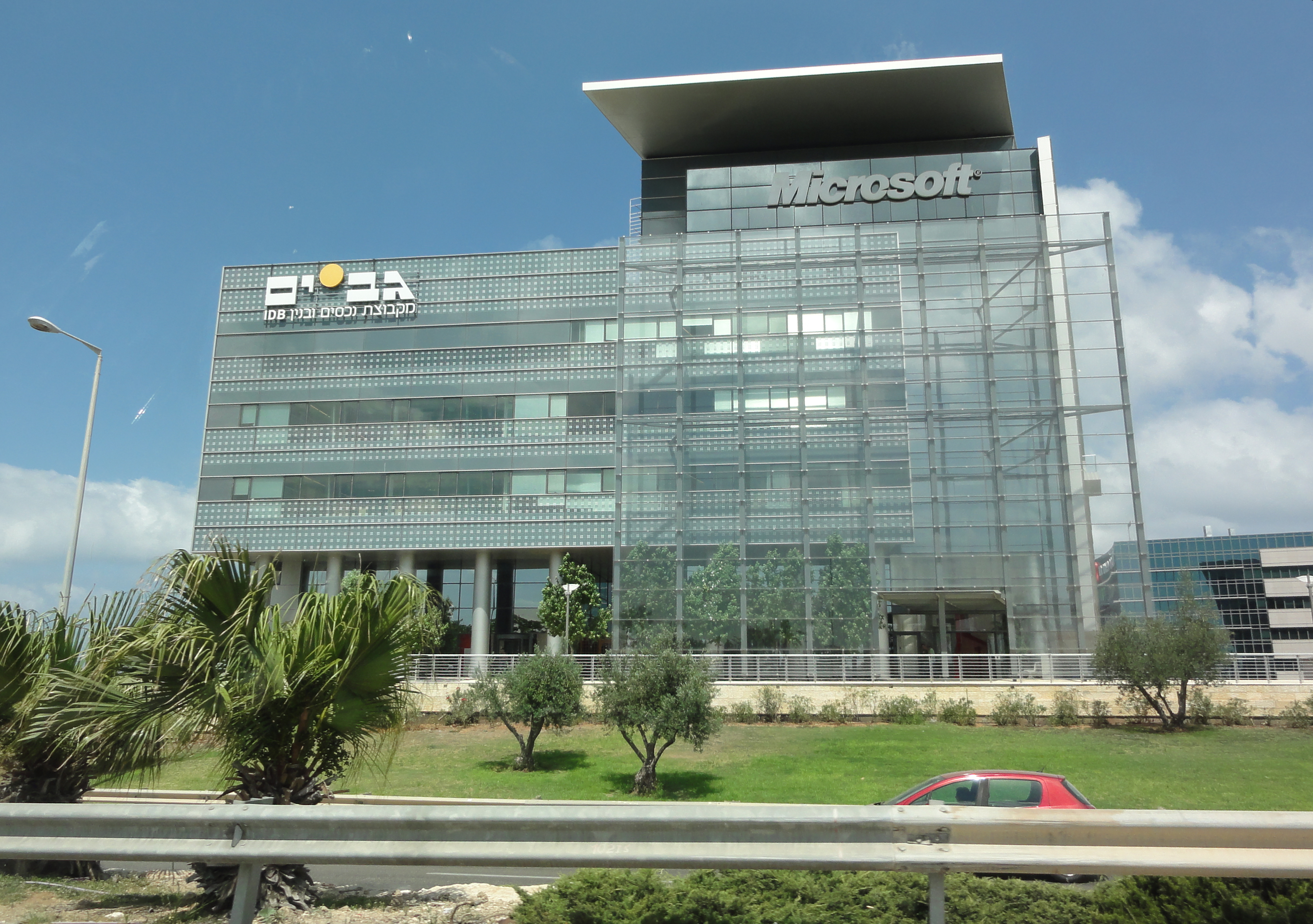
Microsoft Gebäude in Haifa
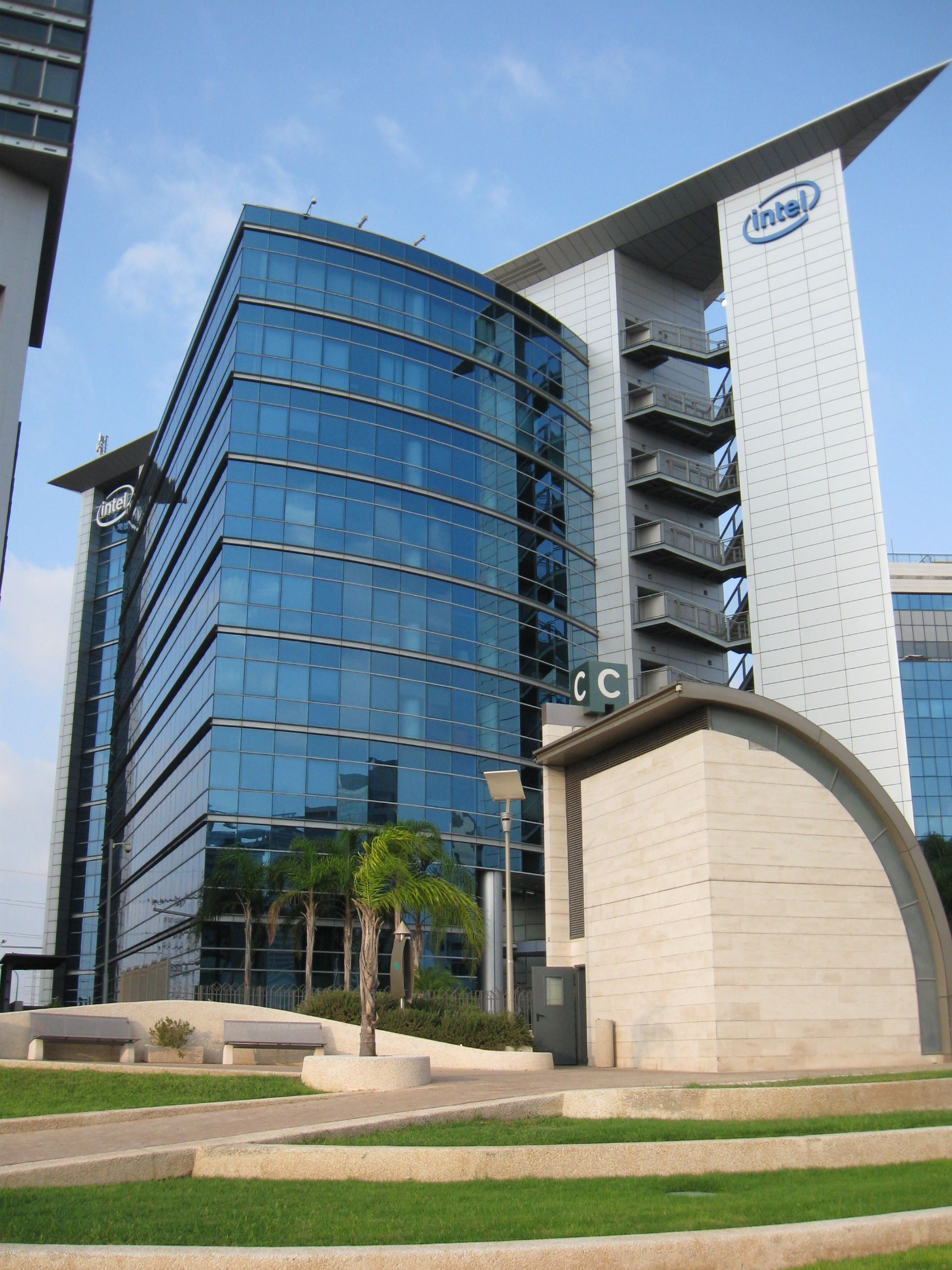
Intel Gebäude in Petach Tikwa
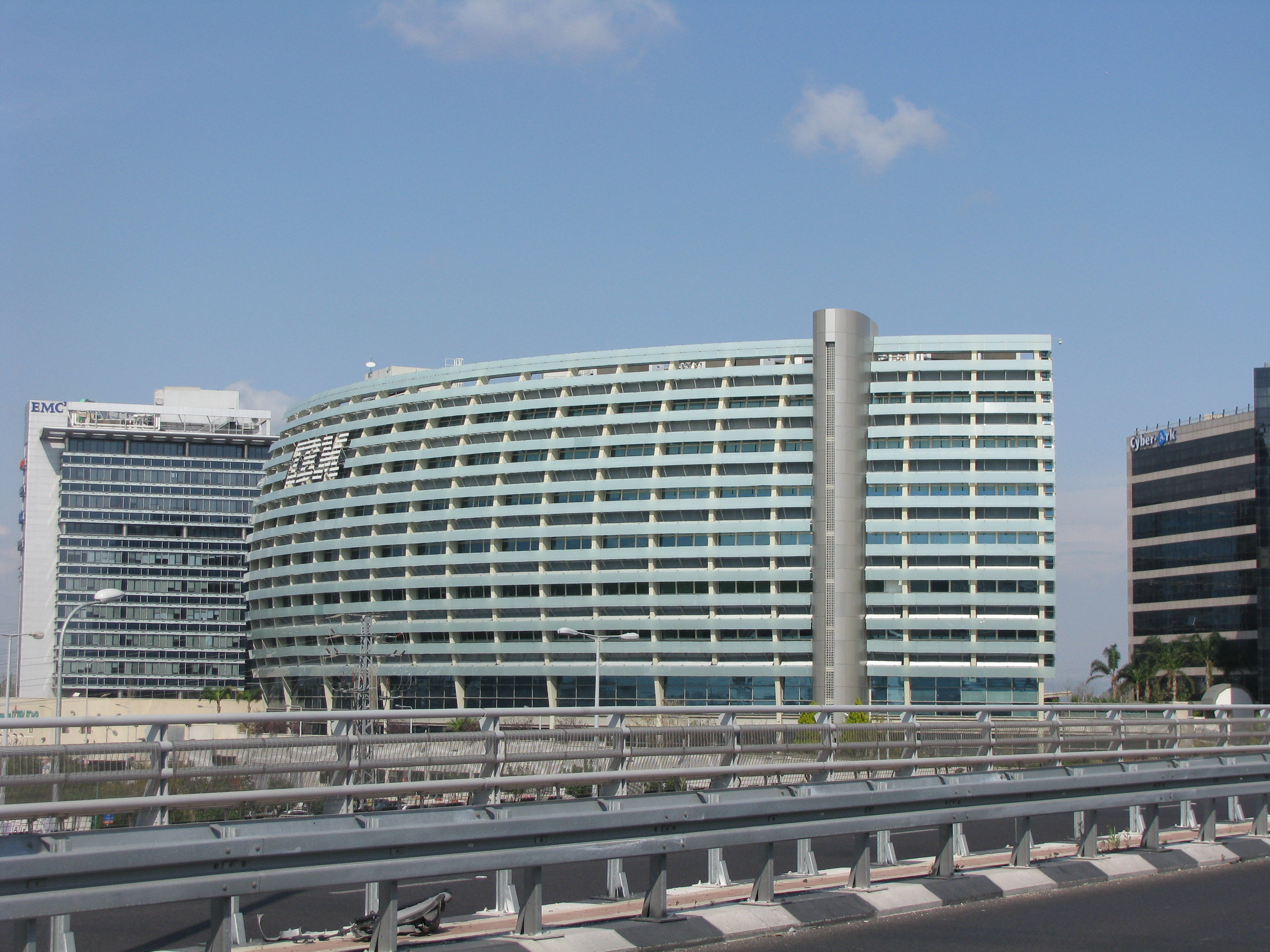
IBM-Gebäude in Petach Tikwa
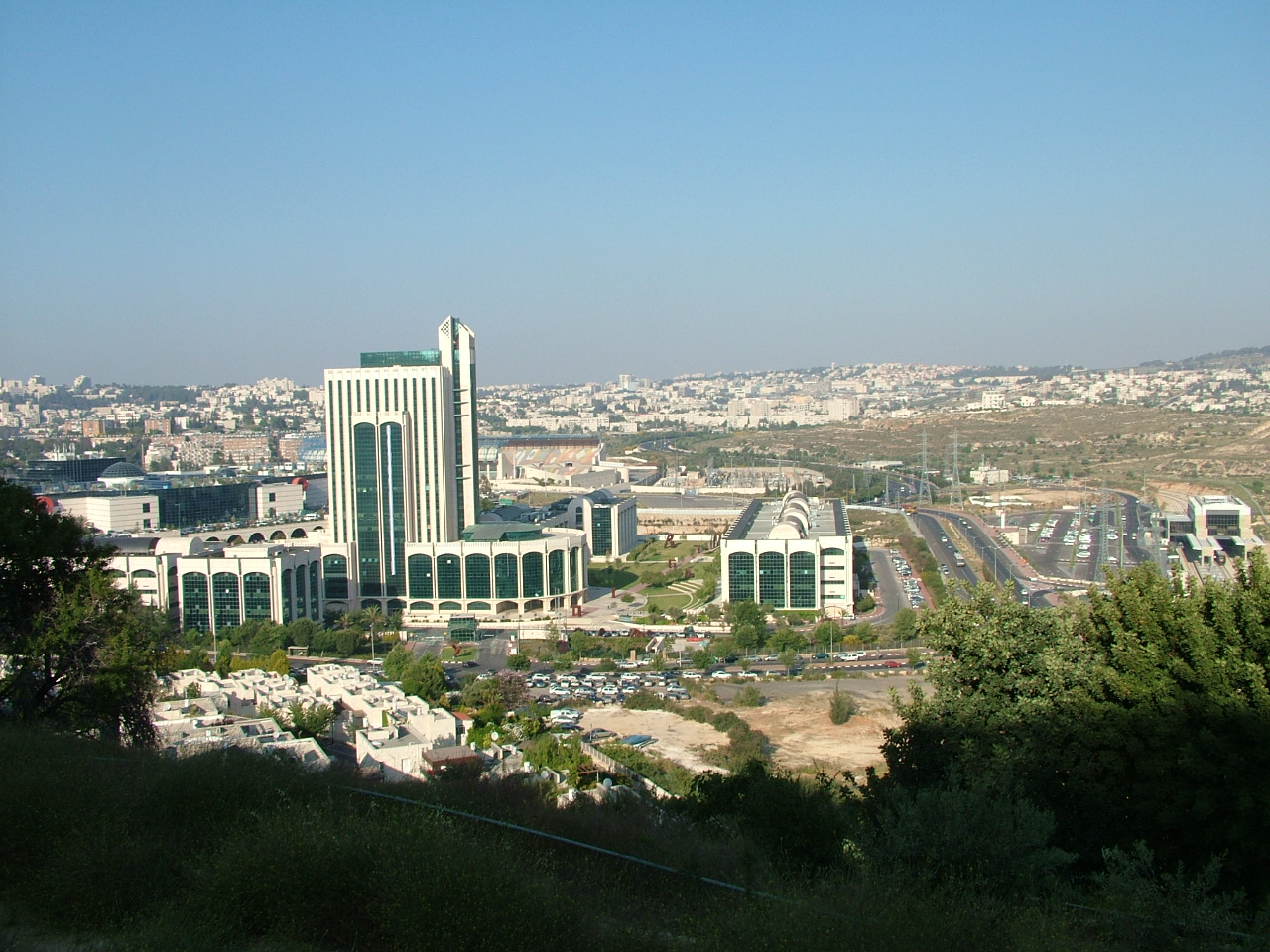
Technology Park in Jerusalem
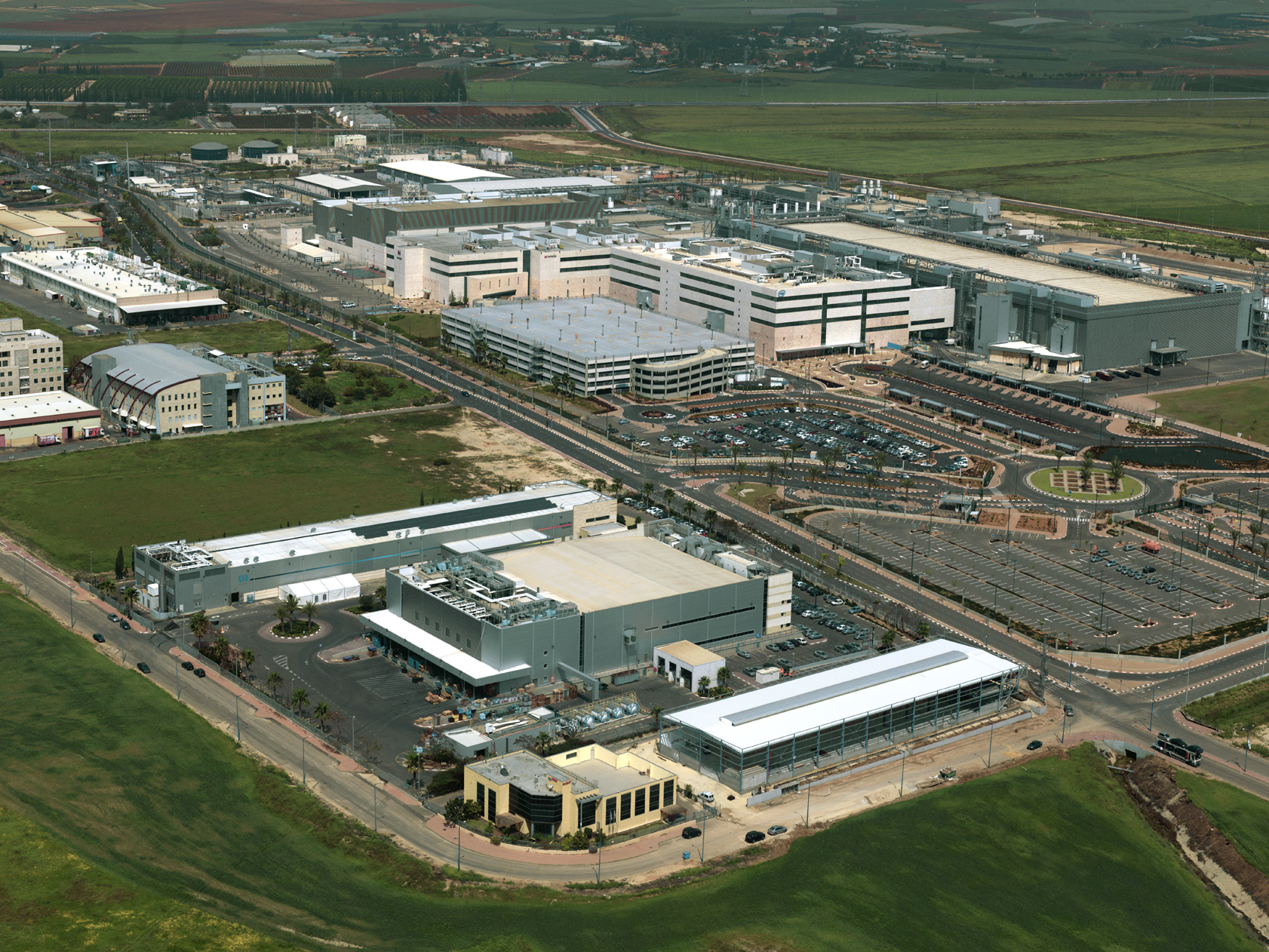
Hewlett-Packard, Intel and Micron Produktionsstätten in Qirjat Gat
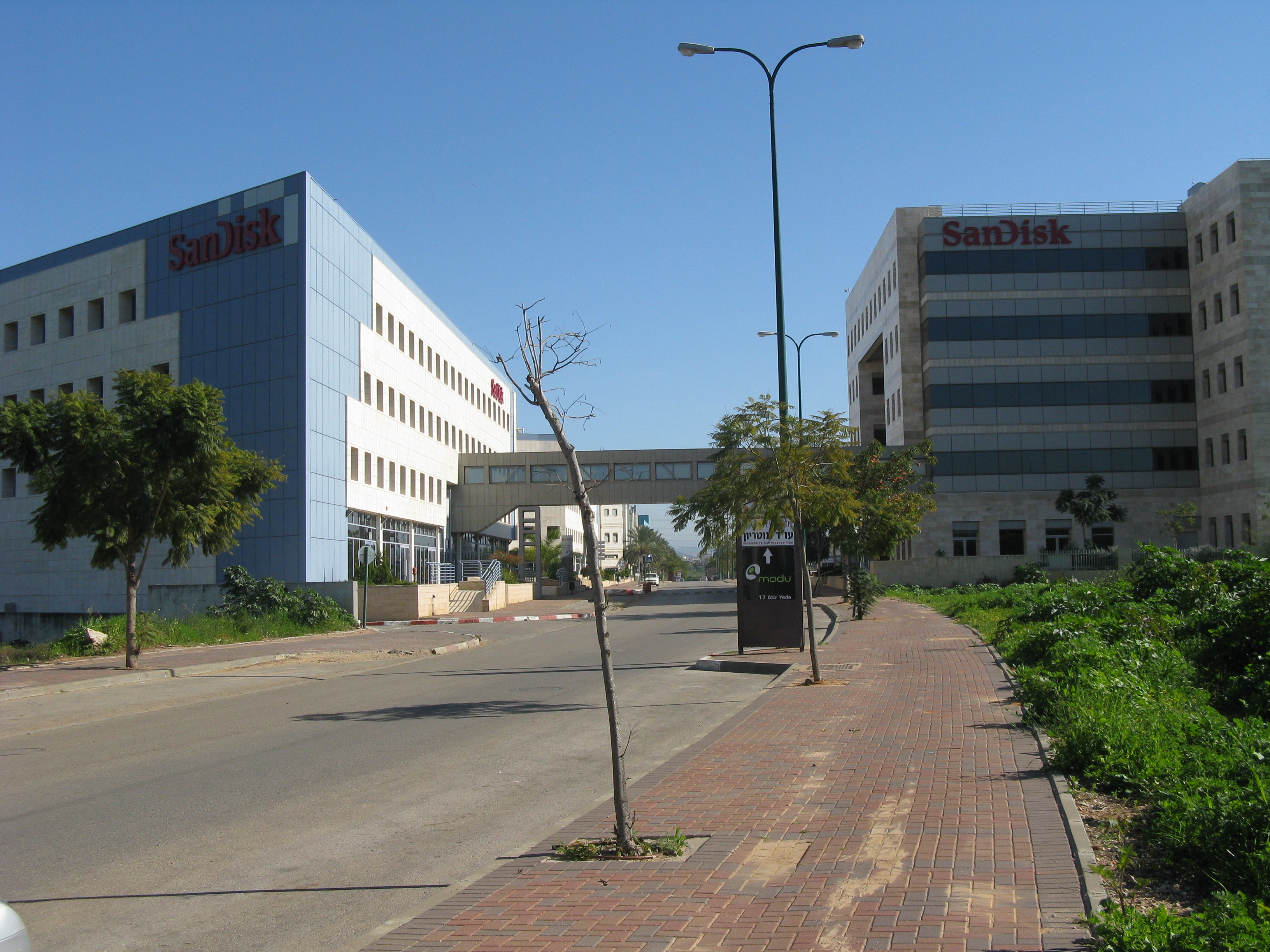
SanDisk's in Kfar Saba
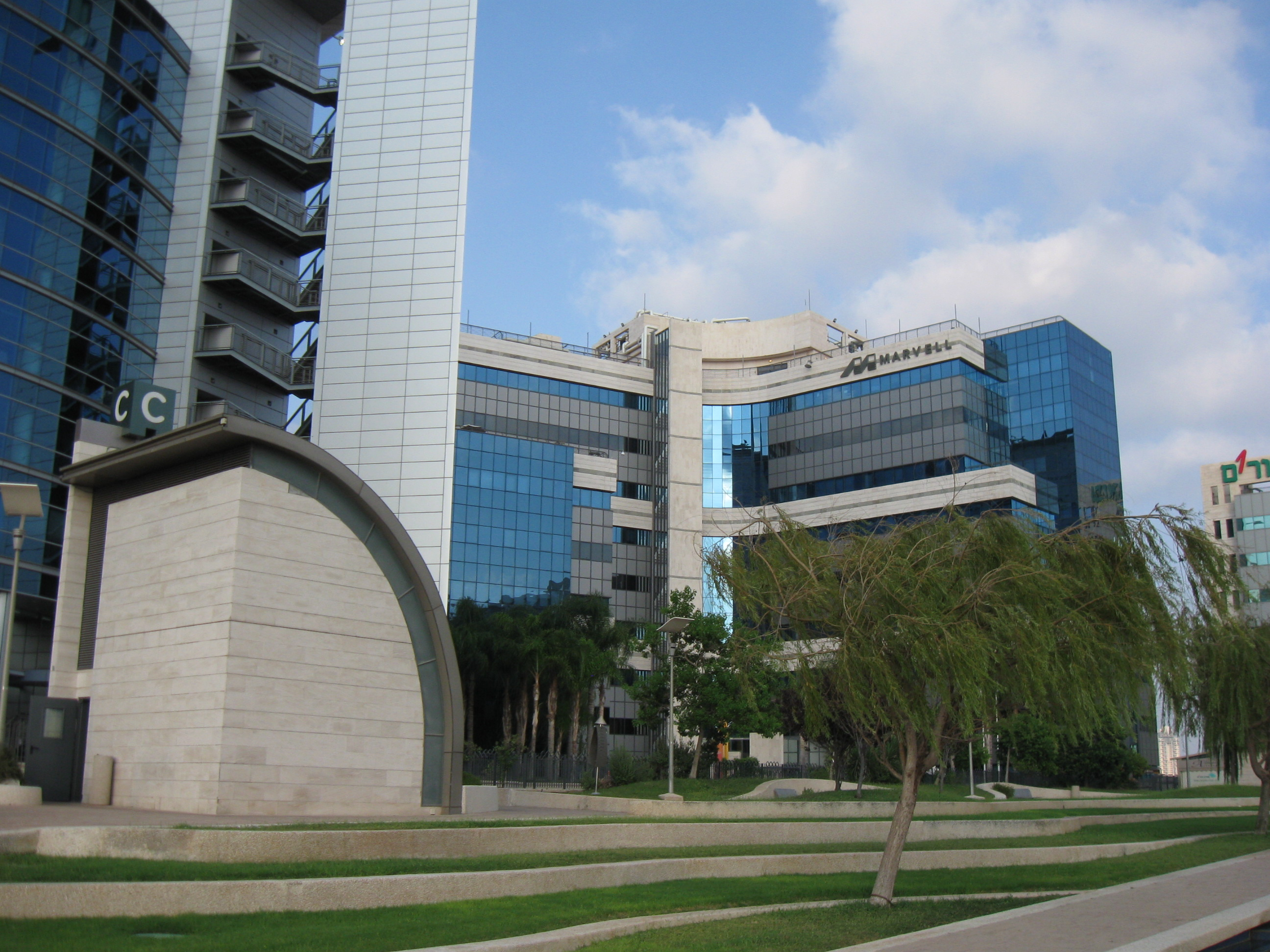
Marvell's Entwicklungszentrum in Petach Tikwa
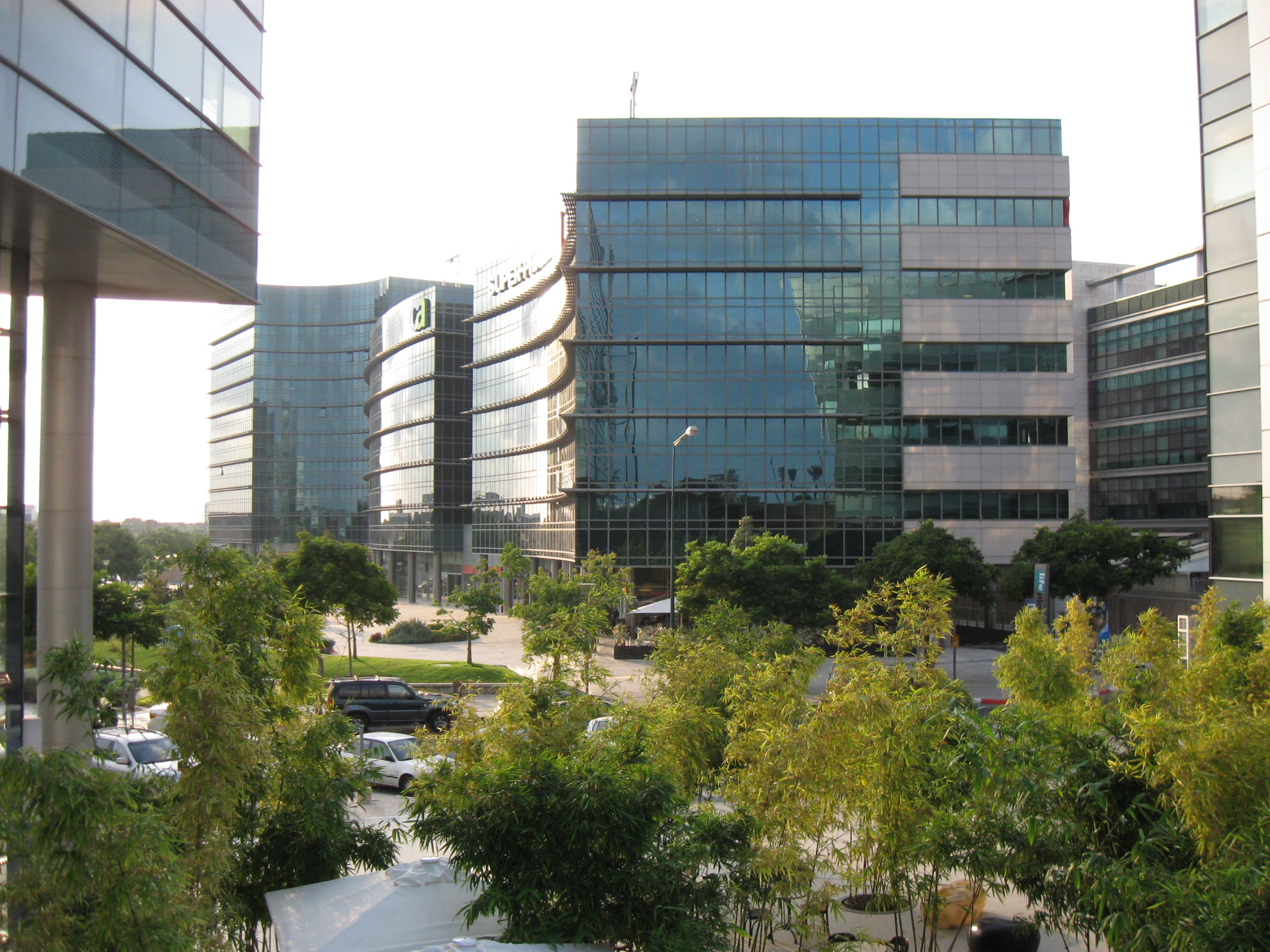
CA Technologies Entwicklungszentrum in Herzlia